# Daniel Muñoz Mejía
Daniel Muñoz Mejía (Amalfi, 25 mei 1996) is een Colombiaans voetballer die doorgaans als verdediger speelt. Hij speelt sinds 2024 voor Crystal Palace FC, dat hem overnam van het Belgische KRC Genk. Hij debuteerde in 2021 als international van het Colombiaans voetbalelftal.

## Carrière

### Colombia
Muñoz zette zijn eerste stappen in het profvoetbal bij de Colombiaanse eersteklasser Rionegro Águilas, bij deze club debuteerde hij in 2017 in het eerste elftal. In 2019 maakte hij de overstap naar topclub Atlético Nacional. Hier werd Muñoz op korte tijd kapitein van het elftal. De supporters droegen hem op handen, want als jonge tiener maakte Muñoz deel uit van de meest fanatieke supporterskern van de club. Ze noemden hem ‘la hincha de la cancha’ ('de supporter op het veld'). Zijn eerste volledige seizoen presteerde hij meteen zeer goed, in 20 wedstrijden kwam hij zevenmaal tot scoren.

### KRC Genk
Op 28 mei 2020 maakte de Belgische topclub KRC Genk bekend dat het hem in huis haalde. Muñoz kreeg er een contract van vier jaar met optie op nog één bijkomend jaar voorgeschoteld. Er was ook interesse van de Braziliaanse topclubs Palmeiras en CR Flamengo en van het Argentijnse Boca Juniors. Zijn landgenoot Iván Córdoba prees hem ook bij Inter Milaan, maar Muñoz koos uiteindelijk voor Genk om zijn eerste stappen in het Europese voetbal te zetten. Bij Genk kwam hij zijn landgenoten Carlos Cuesta en Jhon Lucumí tegen. In juli 2020 werd hij samen met onder andere Nairo Quintana en Egan Bernal naar Europa gecharterd.
Op 9 augustus 2020 debuteerde Muñoz als basisspeler in de eerste competitiewedstrijd van het seizoen 2020/21 tegen Zulte Waregem. Genk won deze wedstrijd uiteindelijk met 1-2 met Muñoz 90 minuten tussen de lijnen centraal op het middenveld. Na enkele wedstrijden centraal op het middenveld wist hij een vaste basisplaats te veroveren centraal in een driemansdefensie naast zijn landgenoten Cuesta en Lucumí. Ook toen trainer John van den Brom later dat seizoen weer overschakelde naar een viermansdefensie bleef Muñoz een onbetwistbare basispion bij Genk: zo miste hij in zijn debuutseizoen geen enkele competitiewedstrijd. Op de vijftiende speeldag deelde hij in de 4-2-zege tegen Antwerp FC twee assists uit aan Paul Onuachu, die de competitie uiteindelijk afsloot als topschutter. Ook in de bekercampagne was Muñoz belangrijk met een goal en een assist tegen KV Mechelen in de kwartfinale en een assist voor Paul Onuachu in de halve finale tegen RSC Anderlecht. Op 25 april 2021 won hij met de Beker van België zijn eerste prijs in Europa.

### Crystal Palace
In de winterstop van het seizoen 2023/24 trok Muñoz naar Crystal Palace FC, waar hij een contract tekende voor drieënhalf seizoen tot de zomer van 2027.

## Clubstatistieken
| Seizoen | Club              | Competitie      | Competitie | Competitie | Beker | Beker | Internationaal | Internationaal | Totaal | Totaal |
| Seizoen | Club              | Competitie      | Wed.       | Dlp.       | Wed.  | Dlp.  | Wed.           | Dlp.           | Wed.   | Dlp.   |
| ------- | ----------------- | --------------- | ---------- | ---------- | ----- | ----- | -------------- | -------------- | ------ | ------ |
| 2017    | Rionegro Águilas  | Primera A       | 30         | 0          | 5     | 0     | 2              | 0              | 37     | 0      |
| 2018    | Rionegro Águilas  | Primera A       | 32         | 3          | 2     | 0     | 0              | 0              | 34     | 3      |
| 2019    | Rionegro Águilas  | Primera A       | 19         | 0          | 0     | 0     | 4              | 0              | 23     | 0      |
| 2019    | Atlético Nacional | Primera A       | 20         | 7          | 4     | 0     | 0              | 0              | 24     | 7      |
| 2020    | Atlético Nacional | Primera A       | 6          | 0          | 0     | 0     | 2              | 1              | 8      | 1      |
| 2020/21 | KRC Genk          | Eerste klasse A | 40         | 0          | 4     | 1     | —              | —              | 44     | 1      |
| 2021/22 | KRC Genk          | Eerste klasse A | 29         | 3          | 2     | 0     | 5              | 0              | 36     | 3      |
| 2022/23 | KRC Genk          | Eerste klasse A | 22         | 6          | 3     | 0     | —              | —              | 25     | 6      |
| 2023/24 | KRC Genk          | Eerste klasse A | 17         | 5          | 1     | 0     | 11             | 2              | 29     | 7      |
| 2023/24 | Crystal Palace    | Premier League  | 16         | 0          | 0     | 0     | —              | —              | 16     | 0      |
| 2024/25 | Crystal Palace    | Premier League  | 0          | 0          | 0     | 0     | —              | —              | 0      | 0      |
| Totaal  | Totaal            | Totaal          | 231        | 24         | 21    | 1     | 24             | 3              | 269    | 28     |

Bijgewerkt t/m 2 augustus 2024.

## Interlandcarrière
Op 3 juni 2021 maakte Muñoz zijn interlanddebuut voor Colombia in een WK-kwalificatiewedstrijd tegen Peru (0-3-winst). Lang stond hij bij zijn debuut niet op het veld, want na amper drie minuten kreeg hij een rode kaart.
| Interlands van Daniel Muñoz | Interlands van Daniel Muñoz | Interlands van Daniel Muñoz | Interlands van Daniel Muñoz | Interlands van Daniel Muñoz | Interlands van Daniel Muñoz | Interlands van Daniel Muñoz |
| No.                         | Datum                       | Wedstrijd                   | Uitslag                     | Soort Wedstrijd             | Doelpunten                  |                             |
| Als speler bij KRC Genk     | Als speler bij KRC Genk     | Als speler bij KRC Genk     | Als speler bij KRC Genk     | Als speler bij KRC Genk     | Als speler bij KRC Genk     | Als speler bij KRC Genk     |
| --------------------------- | --------------------------- | --------------------------- | --------------------------- | --------------------------- | --------------------------- | --------------------------- |
| 1.                          | 3 juni 2021                 | Peru – Colombia             | 0 – 3                       | Kwalificatie WK 2022        | -                           |                             |
| 2.                          | 13 juni 2021                | Colombia – Ecuador          | 1 – 0                       | Copa América 2021           | -                           |                             |
| 3.                          | 17 juni 2021                | Colombia – Venezuela        | 0 – 0                       | Copa América 2021           | -                           |                             |
| 4.                          | 23 juni 2021                | Brazilië – Colombia         | 2 – 1                       | Copa América 2021           | -                           |                             |
| 5.                          | 3 juli 2021                 | Uruguay – Colombia          | 0 – 0                       | Copa América 2021           | -                           |                             |
| 6.                          | 6 juli 2021                 | Argentinië – Colombia       | 1 – 1                       | Copa América 2021           | -                           |                             |
| 7.                          | 2 september 2021            | Bolivia – Colombia          | 1 – 1                       | Kwalificatie WK 2022        | -                           |                             |
| 8.                          | 9 september 2021            | Colombia – Chili            | 3 – 1                       | Kwalificatie WK 2022        | -                           |                             |
| 9.                          | 14 oktober 2021             | Colombia – Ecuador          | 0 – 0                       | Kwalificatie WK 2022        | -                           |                             |
| 10.                         | 11 november 2021            | Brazilië – Colombia         | 1 – 0                       | Kwalificatie WK 2022        | -                           |                             |
| 11.                         | 24 maart 2022               | Colombia – Bolivia          | 3 – 0                       | Kwalificatie WK 2022        | -                           |                             |
| 12.                         | 29 maart 2022               | Venezuela – Colombia        | 0 – 1                       | Kwalificatie WK 2022        | -                           |                             |
| 13.                         | 5 juni 2022                 | Saoedi-Arabië – Colombia    | 0 – 1                       | Vriendschappelijk           | -                           |                             |
| 14.                         | 24 september 2022           | Colombia – Guatemala        | 4 – 1                       | Vriendschappelijk           | -                           |                             |
| 15.                         | 19 november 2022            | Colombia – Paraguay         | 2 – 0                       | Vriendschappelijk           | -                           |                             |
| Totaal                      | Totaal                      | Totaal                      | Totaal                      | Totaal                      | -                           |                             |

Bijgewerkt tot 3 februari 2023

## Palmares
| Beker van België | 1x | 2020/21 |